# Kipton (Ohio)
Kipton est un village américain situé dans le comté de Lorain, dans l’Ohio. Selon le recensement de 2010, sa population est de 243 habitants.